# Os cunéiforme
Pour les articles homonymes, voir Cunéiforme.
Les os cunéiformes sont trois os courts du tarse distal du pied : les cunéiformes médial, intermédiaire et latéral. Ils sont situés entre l'os naviculaire à l'arrière et les trois premiers métatarsiens à l'avant.

## Étymologie
Leur nom vient du latin cuneus qui signifie en forme de coin.

## Cunéiforme médial
Le cunéiforme médial (ou premier cunéiforme) est le plus volumineux des trois. C'est l'os le plus médial de la rangée distale des os du tarse.
Il s'articule en arrière avec l'os naviculaire, en dehors avec le cunéiforme intermédiaire et en avant avec le premier métatarsien et deuxième métatarsien.
Il donne insertion aux muscles tibial antérieur et long fibulaire.

## Cunéiforme intermédiaire
Le cunéiforme intermédiaire (ou deuxième cunéiforme) est le plus petit et a une extrémité fine pointant vers le bas. Le cunéiforme intermédiaire est situé entre les deux autres cunéiformes.
Il s'articule avec l'os naviculaire en arrière, le deuxième métatarsien en avant et avec les deux autres cunéiformes de chaque côté.

## Cunéiforme latéral
Le cunéiforme latéral (ou troisième cunéiforme) est de taille intermédiaire entre les deux autres cunéiformes. Sa base est la plus haute et il occupe le centre de la première rangée des os du tarse.
Il s'articule avec l'os naviculaire en arrière, le troisième métatarsien en avant, avec le cunéiforme intermédiaire médialement et avec le cuboïde latéralement.

## Aspect clinique
Les fractures isolées des cunéiformes sont rares, mais ils peuvent être impliqués dans une entorse de Lisfranc.